# Theo Bastiaens
Theo Bastiaens (Heerlen, 1968) is een Nederlands hoogleraar verbonden aan de Nederlandse Open Universiteit en de Duitse Fernuniversität in Hagen.

## Biografie
Theo Bastiaens werd geboren in 1968 in Heerlen. In zijn geboortestad ging hij naar de PABO waarna hij de overstap maakte naar de Universiteit Utrecht. Vervolgens promoveerde hij in 1997 aan de Universiteit Twente op het proefschrift Leren en werken met electronic performance support systems. Daarna ging hij korte tijd aan de slag aan de Universiteit Twente als universitair docent en het jaar erop kreeg hij dezelfde functie toebedeeld aan de Open Universiteit. Zijn benoeming tot universitair hoofddocent volgde in 2002. Vervolgens werd hij in 2006 benoemd tot hoogleraar actiek van nieuwe media. Datzelfde jaar werd hem ook een positie als hoogleraar Mediendidaktik aan de Fernuniversität in Hagen toebedeeld. 
Aan de Fernuniversität vervulde hij verschillende bestuursfuncties. Van 2006 tot 2010 was hij de directeur van het Institute of Educational Science and Media Research. Daarna was hij van 2010 tot 2012 de decaan van de faculteit van Cultuur- en Sociale Wetenschappen. Tot slot volgde er in 2016 een benoeming tot vice-president voor digitalisering en internationalisering. In 2019 verlegde hij zijn aandacht volledig naar de Open Universiteit in Nederland waar hij benoemd werd tot rector magnificus. Daarmee volgde hij Anja Oskamp op. Zijn termijn werd met vier jaar verlengd tot 1 januari 2027.

## Publicaties (selectie)
- Hochschulen der Zukunft. Anforderungen der Digitalisierung an Hochschulen, hochschulstrategische Prozesse und Hochschulbildungspolitik (2019).
- Onderwijskundige innovatie: down to earth : over realistische elektronische ondersteuning bij leren en instructie (2017).
- Lehren und Lernen in der Wissensgesellschaft (2015).
- On Collective Intelligence (2011).
- Leren en werken met electronic performance support systems. Een effectevaluatie (1997).